# Повесть о Шевкале
По́весть о Шевка́ле — памятник тверской средневековой литературы XIV века, в котором описано восстание жителей Твери против ордынского наместника Шевкала (Чол-хана) 1327 года.

## Варианты
Повесть дошла до нас в нескольких вариантах. Наиболее древние входят в состав «Рогожского летописца» и «Тверского сборника», то есть летописных сводов Тверского княжества. В оба этих свода «Повесть» была включена механически, без адаптации к содержанию соседних статей, в которых дублируется информация о тех же событиях. Помимо литературного рукописного варианта, этот же сюжет известен в качестве народной эпической песни под названием «Песня о Щелкане Дудентьевиче».

## Сюжет
Повесть начинается с рассказа о том, что князь Александр Михайлович получает в Золотой Орде ярлык на великое княжение во Владимирском княжестве. Однако, татары говорят «своему царю» (то есть, хану) о том, что если тот не убьёт Александра Михайловича, то не будет иметь власти над русскими. Хан соглашается и посылает на Русь войско во главе с Шевкалом. Шевкал прибывает в Тверь и отстраняет Александра Михайловича от власти, сам занимая место правителя. Тверичи уговаривают князя выступить против татар, но тот не решается. Шевкал и его подчинённые грабят и насилуют тверичей, но те до какого-то момента терпят. Так продолжается до тех пор, пока «15 аугуста месяца» татары не отбирают у дьякона Дудко принадлежащую ему кобылу. Возмущённые произволом тверичи восстают и убивают татар во главе с Шевкалом. Однако, татарским пастухам, которые пасли за городской чертой коней, удаётся спастись. Они добираются до Москвы, а затем — до Орды и приносят весть о восстании. Возмущённый хан посылает на Тверь карательную экспедицию во главе с Федорчуком, которая разоряет город. Князь Александр Михайлович бежит во Псков.

## Особенности
Стиль вводной части «Повести о Шевкале», где говорится о получении князем Александром Михайловичем ярлыка на великое княжение, отличается от стиля остальной повести — это по-видимому говорит о том, что две её части изначально представляли собой два независимых литературных произведения, объединённых под единым названием позднее. По-видимому, в основе «Повести» лежат устные сказания, сочинённые вскоре после восстания, возможно — свидетелями события. 